# جونگ جی-هیون
جونگ جی-هیون ((به کره‌ای: 정 지현)،زاده ۲۶ مارس، ۱۹۸۳) یک کشتی‌گیر اهل کره جنوبی است که موفق به کسب مدال طلا المپیک در سال ۲۰۰۴ شده است.